# Rodolfo Cota
Rodolfo Damián Cota Robles (né le 3 juillet 1987 à Mazatlán au Mexique) est un joueur de football international mexicain qui évolue au poste de gardien de but au Club América, en prêt du Club León.

## Biographie

### Carrière en club
Il participe à la Ligue des champions de la CONCACAF avec l'équipe du CF Pachuca.

### Carrière en sélection
Il reçoit sa première sélection en équipe du Mexique le 1er juin 2017, en amical contre la république d'Irlande (victoire 3-1). Il est ensuite retenu afin de participer à la Coupe des confédérations 2017 organisée en Russie.
Quatre ans plus tard, il est convoqué pour disputer la Gold Cup 2021 où il deviendra vice-champion avec le Mexique. 
Le 14 novembre 2022, il est sélectionné par Gerardo Martino pour participer à la Coupe du monde 2022.  

## Palmarès
| Pachuca - Championnat du Mexique (1) : - Champion : 2007 (Clôture). - Vice-champion : 2009 (Clôture) et 2014 (Clôture). - Ligue des champions de la CONCACAF (1) : - Vainqueur : 2009-10. |  | Puebla - Coupe du Mexique (1) : - Vainqueur : 2015 (Clôture). |  | Chivas de Guadalajara \| - Championnat du Mexique (1) : - Champion : 2017 (Clôture). - Coupe du Mexique (2) : - Vainqueur : 2015 (Ouverture) et 2017 (Clôture). \| \| - Supercoupe des coupes du Mexique (1) : - Vainqueur : 2016. \| |
| - Championnat du Mexique (1) : - Champion : 2017 (Clôture). - Coupe du Mexique (2) : - Vainqueur : 2015 (Ouverture) et 2017 (Clôture).                                                    |  | - Supercoupe des coupes du Mexique (1) : - Vainqueur : 2016.  |  | |